# Dobrzejowice (gromada)
Dobrzejowice – dawna gromada, czyli najmniejsza jednostka podziału terytorialnego Polskiej Rzeczypospolitej Ludowej w latach 1954–1972.
Gromady, z gromadzkimi radami narodowymi (GRN) jako organami władzy najniższego stopnia na wsi, funkcjonowały od reformy reorganizującej administrację wiejską przeprowadzonej jesienią 1954 do momentu ich zniesienia z dniem 1 stycznia 1973, tym samym wypierając organizację gminną w latach 1954–1972.
Gromadę Dobrzejowice z siedzibą GRN w Dobrzejowicach utworzono – jako jedną z 8759 gromad na obszarze Polski – w powiecie głogowskim w woj. zielonogórskim na mocy uchwały nr V/14/54 WRN w Zielonej Górze z dnia 5 października 1954. W skład jednostki weszły obszary dotychczasowych gromad Dobrzejowice, Drogomil, Czerna i Brzeg Głogowski ze zniesionej gminy Gaworzyce oraz obszar dotychczasowej gromady Bodzów ze zniesionej gminy Bytom Odrzański w tymże powiecie. Dla gromady ustalono 17 członków gromadzkiej rady narodowej.
31 grudnia 1961 do gromady Dobrzejowice włączono wieś Kromolin z przysiółkami Mierzów, Szczepów i Góra Św. Anny ze zniesionej gromady Kromolin w tymże powiecie.
Gromada przetrwała do końca 1972 roku, czyli do kolejnej reformy gminnej.